# Johann Gerhard Schlitte
Johann Gerhard Schlitte (* 1683 in Halberstadt; † 23. Januar 1748 in Halle (Saale)) war ein deutscher Rechtswissenschaftler.

## Leben
Der Sohn des Großkämmers Wichmann Schlitte und dessen Frau Anna Gertrud (geb. Pfau), hatte seit seiner frühesten Jugend Unterricht von Privatlehrern bekommen. Er besuchte die St. Martinschule und die Domschule seiner Heimatstadt, bevor er 1697 an das neu gegründete Pädagogikum in Glaucha kam. Bald wechselte er an das Gymnasium in Gotha und wurde dort vom damaligen Rektor Gottfried Vockerodt (1665–1727) vorbereitet, um sich auf eine Hochschule begeben zu können. 1699 bezog er die Universität Halle um ein Jurastudium zu absolvieren.
Dazu besuchte er die Vorlesungen von Samuel Stryk, Christian Thomasius, Johann Franz Buddeus und Johann Friedemann Schneider (1669–1733). Eigentlich hätte er gern 1704 eine Bildungsreise an die holländischen Universitäten unternommen, jedoch der Tod seines Vaters hinderte ihn daran. Nachdem er sich deswegen eine Zeit lang in Halberstadt aufgehalten hatte, kehrte er zurück nach Halle absolvierte sein Anwaltsexamen, erwarb sich das Recht an der Universität Vorlesungen zu halten und wurde königlicher Regierungsadvokat. Als 1713 die Regierung von Halle nach Magdeburg verlegt wurde, blieb er in Halle, wo er sich einzig auf den Vorlesebetrieb konzentrierte.
Deswegen disputierte Schlitte unter Jakob Friedrich Ludovici (1671–1732) mit de prohabilitate und promovierte zum Doktor der Rechte. Am 18. Dezember 1720 wurde er außerordentlicher Professor an der juristischen Fakultät, am 9. Oktober 1726 ordentlicher Professor, damit verbunden wurde er Assessor der juristischen Fakultät und wurde zum königlich preußischen Hofrat ernannt. Schlitte hatte sich auch an den organisatorischen Aufgaben der Universität beteiligt und hatte im Vordersemester 1738 das Protektorat der Alma Mater geführt. Schlittes literarisches Hauptaugenmerk richtete sich auf die kommentierte Ausgabe namhafter Werke von Ludovici.
Er hatte sich vom lutherischen Glauben zum reformierten Glauben bekehren lassen und sich 1717 mit Anna Elisabeth, der Tochter des fürstlichen Hofpredigers und Konsistorialrats in Barby Johann Heinrich Bleymüller verheiratet. Aus dieser Ehe gingen zwei Mädchen hervor. Eine Tochter verstarb bereits in jungen Jahren. Die zweite Tochter Johanna Juliana Charlotte, heiratete im August 1745 den Mediziner in Writzen an der Oder Johann Gottlieb Ditmar Wernig.